# Milton Barros
Milton Lourenco Rosa Barros (Cacongo, 21 de junho de 1984) é um basquetebolista profissional espanhol angolano, atualmente joga no Atlético Petróleos Luanda.